# 43e parallèle nord
Pour les articles homonymes, voir 43e parallèle.
En géographie, le 43e parallèle nord est le parallèle joignant les points de la surface de la Terre dont la latitude est égale à 43° nord.
C'est le parallèle le plus au sud coupant le territoire de la France continentale entre  Larrau et Port-la-Nouvelle. Il coupe ensuite la pointe du cap Corse à hauteur de Centuri.
Le 43e parallèle nord coupe de nombreux pays.
Il est notamment connu pour être une partie de la frontière entre le Nebraska et le Dakota du Sud aux États-Unis.